# Боумен (аэропорт)
Муниципальный аэропорт Боумен (англ. Bowman Municipal Airport), (ИАТА: BWM, ИКАО: KBPP, FAA LID: BPP) — государственный гражданский аэропорт, расположенный в трёх километрах к западу от центрального делового района города Боумен (Северная Дакота), США.

## Операционная деятельность
Муниципальный аэропорт Боумен занимает площадь в 65 гектар, находится на высоте 902 метров над уровнем моря и эксплуатирует одну взлётно-посадочную полосу:
- 11/29 размерами 1463 х 23 метров с асфальтовым покрытием.

За период с 31 июля 2007 года по 31 июля 2008 года Муниципальный аэропорт Боумен обработал 3620 операций взлётов и посадок самолётов (в среднем 10 операций ежедневно), из них 88 % пришлось на авиацию общего назначения, 11 % — на рейсы аэротакси и 1 % составили рейсы военной авиации.